# Province de Mariscal Luzuriaga
La province de Mariscal Luzuriaga (en espagnol : Provincia del Mariscal Luzuriaga) est l'une des vingt provinces de la région d'Ancash, au Pérou. Son chef-lieu est la ville de Piscobamba.

## Géographie
La province couvre une superficie de 730,58 km2. Elle est limitée au nord par la province de Pomabamba, à l'est par la région de Huánuco, au sud par la province de Carlos Fermín Fitzcarrald et à l'ouest par la province de Yungay.

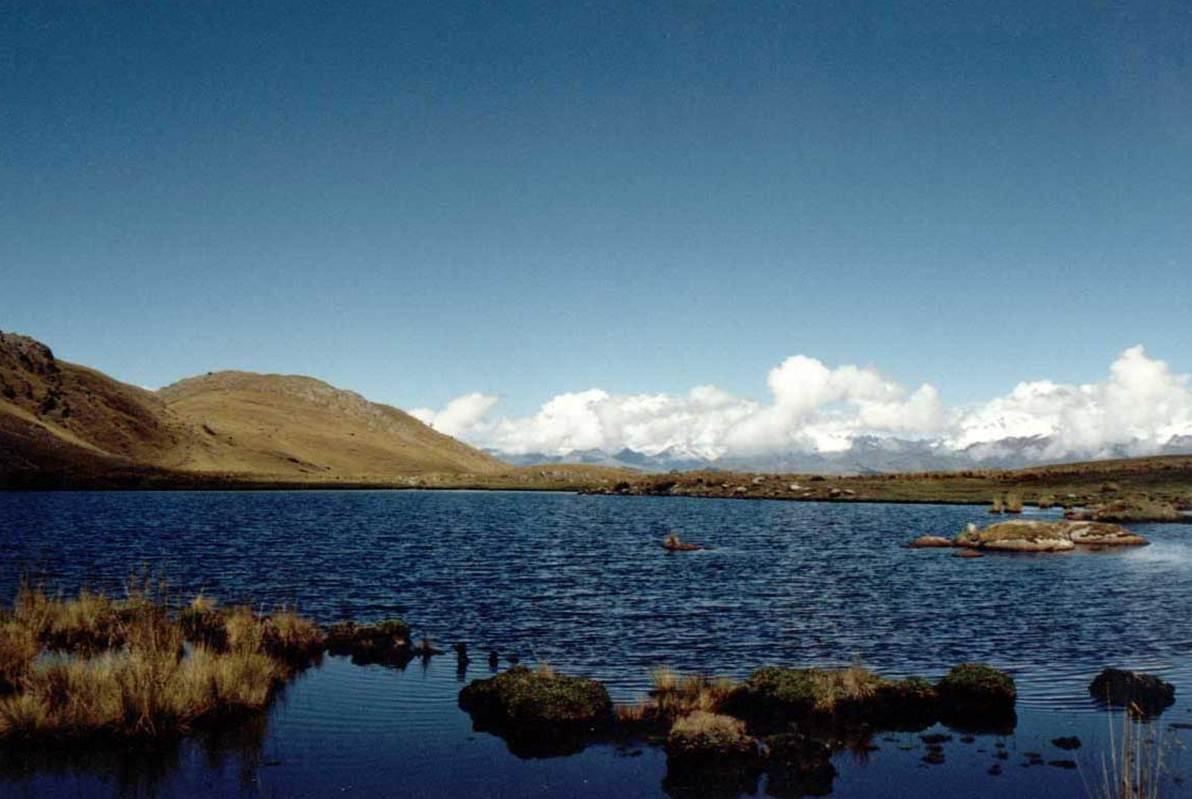
À l'ouest à travers un lac près de Jarhuajara à la Cordillera Blanca

## Histoire
La province fut créée le 12 janvier 1956 en hommage au Grand maréchal du Pérou Toribio de Luzuriaga.

## Population
La population de la province s'élevait à 23 292 habitants en 2007.

## Subdivisions
La province de Mariscal Luzuriaga est divisée en huit districts :
- Casca
- Eleazar Guzmán Barrón
- Fidel Olivas Escudero
- Llama
- Llumpa
- Musga
- Lucma
- Piscobamba